# 福尔诺沃战役
福尔诺沃战役是第一次意大利戰爭的主要戰役，於1495年7月6日發生於離帕爾馬西南50公里的福尔诺沃進行。威尼斯聯盟在這次战役中未能將法軍驅逐出意大利半島。

## 過程
1495年7月，进入意大利半岛的法国国王查理八世，在福爾諾沃地区（帕尔马东南）遭受到由英国、神圣罗马帝国、米兰公国、威尼斯共和国、教皇国组成的神圣联盟的军队的追击，联军主体为来自威尼斯和米兰的雇佣军。7月6日，由于缺乏食物，法军在该地发起进攻，與當時意大利僱傭兵戰爭中常見的戰法不同，法軍以炮轟開場，打算盡可能重創敵軍。接著用重騎兵衝鋒，在短短幾分鐘內摧毀了敵軍陣型。

## 註腳
1. ↑  Mallett & Hale 1984，第56頁.
2. 1 2 3 4 5  Tucker 2010，第361頁.
3. ↑  Nolan 2006，第303頁.
4. ↑  Mallett & Shaw 2012，第31頁.
5. 1 2 3 4  Dupuy 1993，第462頁.
6. 1 2  Nolan 2006，第304頁.